# Seleuš
Seleuš (ćir.: Селеуш, rum. Seleuş) su naselje u općini Alibunar u Južnobanatskom okrugu u Vojvodini, naseljeno pretežno Rumunjima.

## Stanovništvo
U naselju Seleuš živi 1.340 stanovnika, od toga 1.039 punoljetnih stanovnika, a prosječna starost stanovništva iznosi 41,4 godina (39,8 kod muškaraca i 43,0 kod žena). U naselju ima 412 domaćinstava, a prosječan broj članova po domaćinstvu je 3,25.
Prema popisu iz 1991. godine u naselju je živjelo 1.499 stanovnika.
| Etnički sastav 2002. |            |        |
| Narod                | Stanovnika | %      |
| Rumunji              | 658        | 49,10% |
| Srbi                 | 578        | 43,13% |
| Romi                 | 62         | 4,62%  |
| Slovaci              | 12         | 0,89%  |
| Jugoslaveni          | 10         | 0,74%  |
| Hrvati               | 4          | 0,29%  |
| Muslimani            | 2          | 0,14%  |
| ostali               | 3          | 0,21%  |
| nepoznato            | 9          | 0,67%  |

| broj stanovnika | 2276  | 2189  | 2286  | 2121  | 1765  | 1499  | 1340  |
|                 | 1948. | 1953. | 1961. | 1971. | 1981. | 1991. | 2001. |

## Vanjske poveznice
- Karte, udaljenosti i vremenska prognoza  Arhivirana inačica izvorne stranice od 19. studenoga 2007. (Wayback Machine)
- Satelitska snimka naselja  Arhivirana inačica izvorne stranice od 7. ožujka 2021. (Wayback Machine)